# Leipziger Platz

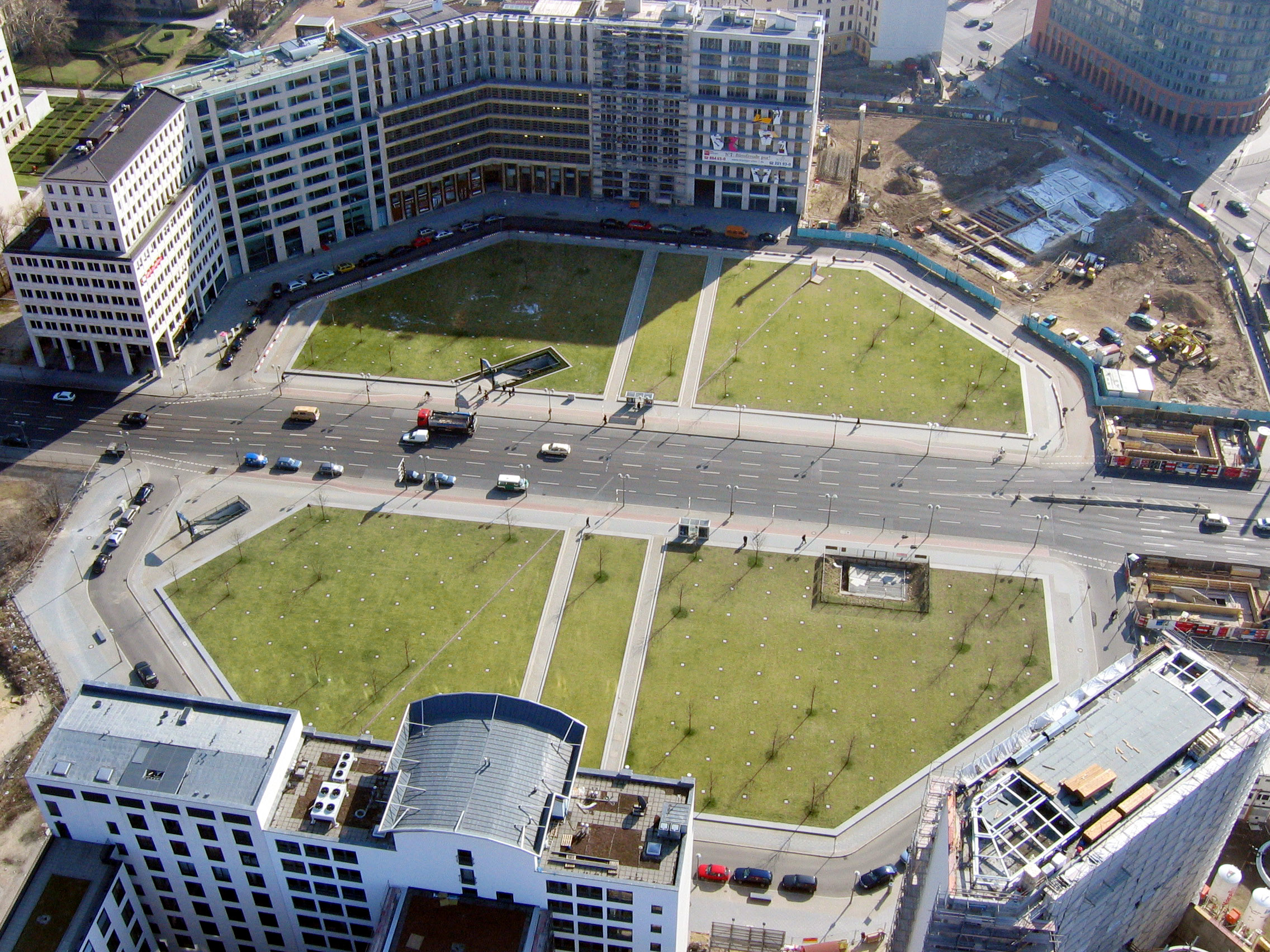
La Leipziger Platz en reconstruction en 2004.

La Leipziger Platz (« Place de Leipzig ») est une place située au centre de Berlin, en Allemagne, à proximité immédiate de la Potsdamer Platz qui se trouve sur son côté ouest, et de l'ancienne Chambre des seigneurs de Prusse, actuelle siège du Bundesrat, située à l'est.
Cette place, située le long de Leipziger Straße, fut créée entre 1732 et 1738 par l'architecte Philipp Gerlach, pour le compte du roi Frédéric-Guillaume Ier qui la baptisa Oktogon en raison de sa forme d'octogone régulier d'environ 150 mètres de côté. C'est après la bataille de Leipzig qui vit la défaite de Napoléon Ier face aux coalisés en 1813 qu'elle prit son nom actuel.

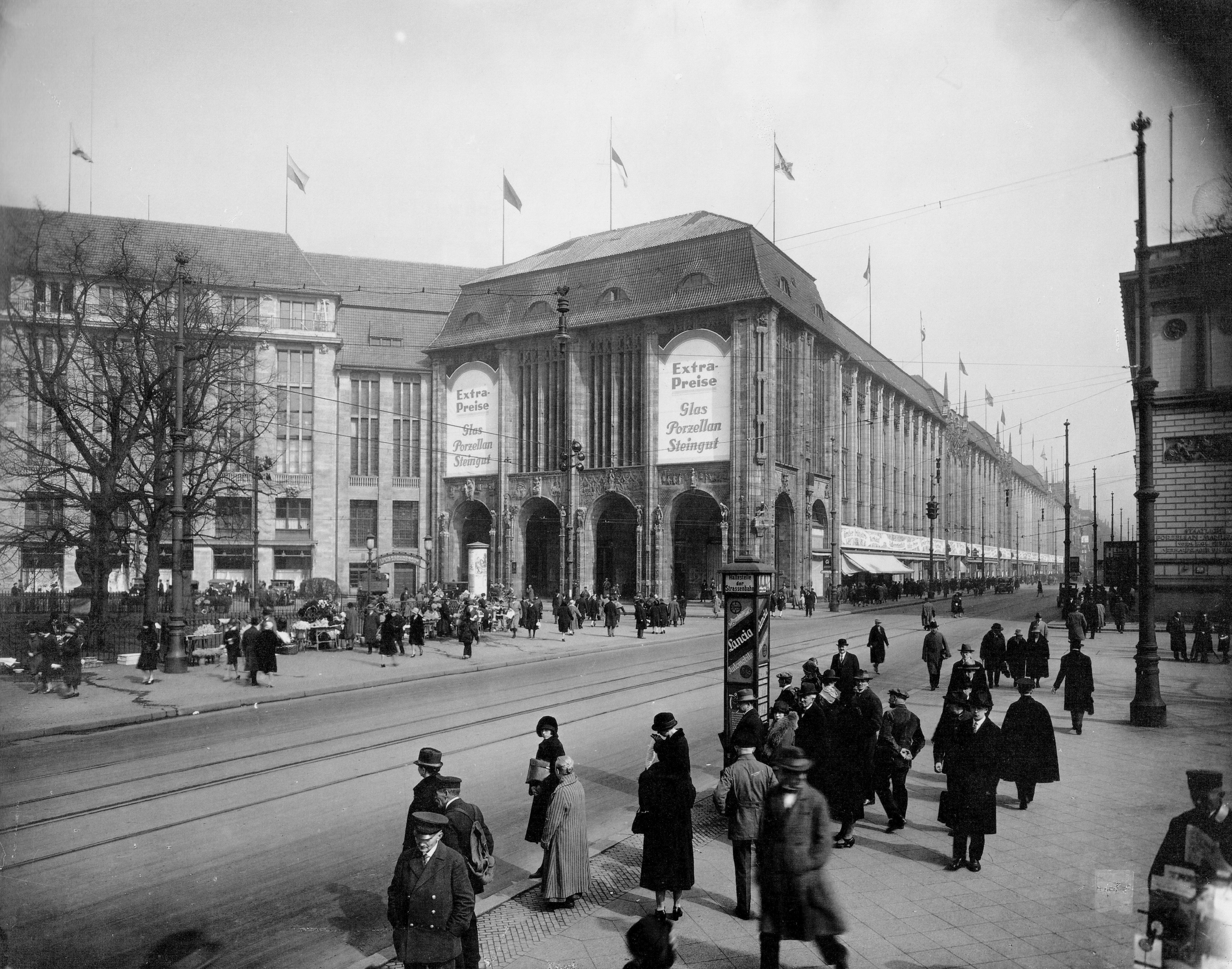
Le grand magasin Wertheim en 1920, se situait à l'est de la place et le long de Leipziger Straße.

Avant la Seconde Guerre mondiale, elle accueillit le siège de nombreuses institutions et sociétés. Tel que :
- n° 6-9 : le Ministère de l'Agriculture de Prusse, ainsi que le Mosse-Palais, la maison de l'éditeur Hans Lachmann-Mosse (de)
- n°12-13 : le grand magasin Wertheim (de),
- n°13 : le Reichsmarineamt (« office du Reich à la Marine », une institution de le Kaiserliche Marine, marine de guerre impériale).
- le Palasthotel

Considérablement endommagée par les bombardements alliés, elle est, à l'issue du conflit, placée en limite de la zone d'occupation soviétique de Berlin-Est. La construction du mur de Berlin en 1961, qui traversait Potsdamer Platz adjacente de part en part, en fit un endroit complètement désolé, d'autant plus que le no man's land tenu par les gardes-frontières de la République démocratique allemande occupait la moitié occidentale du site.
La chute du mur, suivie de la Réunification allemande en 1990, entraina des projets de reconstruction de la place. Ceux-ci sont actuellement[Quand ?] achevés au 5/8, et présentent de hauts immeubles modernes abritant notamment l'ambassade du Canada et le siège berlinois de l’American Jewish Committee. L'Automobile Club d'Allemagne et l'agence de voyage Deutsches Reisebüro (de) doivent aussi prochainement y installer leur siège social. 